# Johann Zahnd

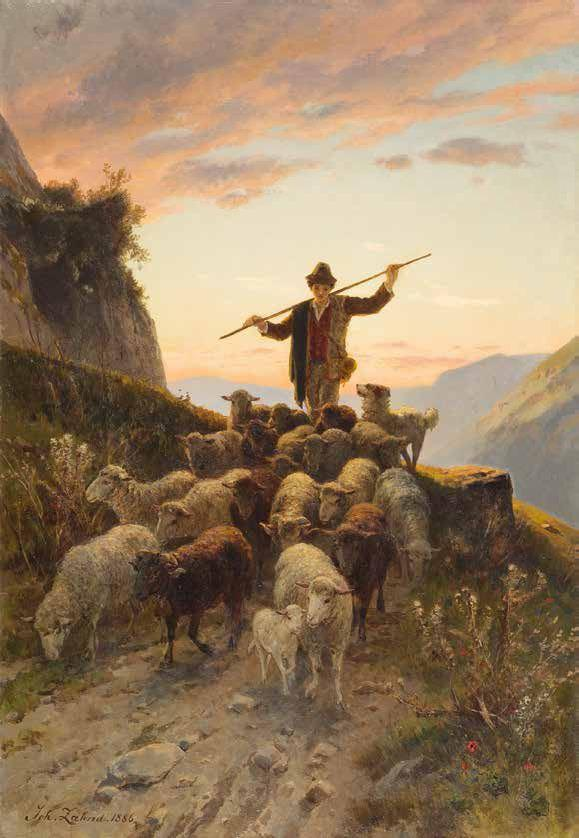
Gebirgslandschaft mit Hirte und Schafherde bei Sonnenuntergang

Johann Zahnd (* 14. April 1854 in Wahlern (heute Schwarzenburg BE); † 29. Januar 1934 ebenda) war ein Schweizer Landschafts- und Genremaler.
Nach dem Malerstudium in der Schweiz und in Florenz liess er sich 1872 in Rom nieder. Dort wurde er als Landschafts- und Genremaler tätig. Neben Ansichten römischer Baudenkmäler der Antike malte Zahnd Landschaften und Genreszenen aus dem bäuerlichen Leben der römischen Campagna. 1884 übernahm er das römische Atelier des italienischen Malers schweizerischer Abstammung Hermann Corrodi.
Im Jahre 1903, nach einem 31-jährigen Aufenthalt in Rom, kehrte Zahnd nach Bern zurück, wo er bis 1907 lebte. Den Rest seines Lebens verbrachte er in seinem Heimatdorf Wahlern.